# ヴィーナス誕生 (アルバム)
『ヴィーナス誕生』（ヴィーナスたんじょう）は、1986年3月21日にリリースされた、岡田有希子の4枚目のスタジオ・アルバム。同年4月8日の岡田の急死により、最後のオリジナル・アルバムとなった。

## 概要
岡田の過去のアルバムでも楽曲提供していた、ムーンライダーズのかしぶち哲郎がサウンドプロデュースおよび、全曲の編曲を担当した。なお、同年5月14日には、かしぶちが作詞・作曲・編曲を手掛けたシングル『花のイマージュ』が発売予定であったが、岡田の急死により発売中止となっている。
楽曲提供は従来のメンバーから大きく変わり、坂本龍一や大貫妙子、EPOといったムーンライダーズ人脈となった。かしぶち自身も楽曲提供をしている。また演奏にも岡田徹、白井良明、矢口博康などムーンライダーズ関係者が参加し、1980年代に流行したテクノポップやニュー・ウェイヴの影響を受けた「テクノ歌謡」的な曲調が強くなっている。また松田聖子が「Seiko」名義で2曲作詞し楽曲提供している。
前作『十月の人魚』よりもさらに「大人への転身」を進め、ジャケット写真はそれまでの「清楚で純真な美少女」路線から、タイトでセクシーな衣装に身を包み、上目遣いできわどい胸元もちらりと見せて、大胆なイメージチェンジを図ったものとなっている。

## 再発売
2015年9月16日にはポニーキャニオンから、UHQCD（Ultra High Quality CD、高音質CD）リマスター盤で再発売され、ボーナス・トラックとして「恋のエチュード」（シングル『くちびるNetwork』B面曲）が追加された。
これは岡田のアルバム再発売企画として、生前にリリースしたスタジオ・アルバム『シンデレラ』『FAIRY』『十月の人魚』、新編集のアルバム未収録集『プレゼント』とともに、5枚同時に再発売されたものである。過去にも岡田のベスト・アルバムやCD-BOXは発売されてきたが、オリジナル・アルバム単位では初の再発売となり、それぞれボーナストラックとして、シングルB面曲が追加収録された。シングルレコードサイズの紙ジャケット仕様で、LPレコードのジャケットデザインや帯、歌詞カードなども忠実に再現された。また同時に、ハイレゾ音源も配信開始されている。

## 規格品番
規格品番は以下のとおり。
1986年盤
- LP：C28A0480、CD：D32A0169、CT：28P6516

2015年版
- UHQCD：PCCA-50215

## 収録曲
全編曲：かしぶち哲郎
1. WONDER TRIP LOVER
  - 作詞：EPO　作曲：坂本龍一
2. 愛... illusion
  - 作詞：Seiko　作曲：飛澤宏元
3. ヴィーナス誕生
  - 作詞：前川由佳　作曲：木下伸司[注釈 1]
4. Spring Accident
  - 作詞：EPO　作曲：大貫妙子
5. 銀河のバカンス
  - 作詞：高橋修　作曲：三井一正[注釈 1]
6. ジュピター
  - 作詞・作曲：かしぶち哲郎
7. くちびるNetwork
  - 作詞：Seiko　作曲：坂本龍一
8. 眠れぬ夜のAQUARIUS
  - 作詞：麻生圭子　作曲：坂本龍一
9. 水晶の家
  - 作詞：高橋修　作曲：かしぶち哲郎
10. 愛のコロニー
  - 作詞・作曲：かしぶち哲郎

### ボーナス・トラック (2015)
1. 恋のエチュード
  - 作詞：かしぶち哲郎　作曲：飛澤宏元

シングル『くちびるNetwork』B面曲。